# Corallium laauense
Corallium laauense is een zachte koraalsoort uit de familie Coralliidae. De koraalsoort komt uit het geslacht Corallium. Corallium laauense werd in 1956 voor het eerst wetenschappelijk beschreven door Bayer. 